# Dashnor Bajaziti
Dashnor Bajaziti (né le 4 janvier 1955 à Kavajë en Albanie) est un joueur international et entraîneur de football et homme politique albanais.
Il est connu pour avoir terminé meilleur buteur du championnat d'Albanie lors des saisons 1981 et 1983, avec respectivement 12 et 16 buts inscrits.
Après sa carrière de joueur, il entame une carrière d'entraîneur parallèlement à des diplômes sportifs, avant de finalement devenir ministre albanais du Tourisme, de la Culture, de la Jeunesse et des Sports.[Quand ?]